# Clase Azopardo
La clase Azopardo fue un grupo de dos fragatas antisubmarinas diseñadas y construidas en Argentina después de la Segunda Guerra Mundial: ARA Azopardo y ARA Piedra Buena. Ambas unidades fueron originalmente como parte de una clase de cuatro grandes minadores —véase clase Murature— y fueron construidos de 1940 a 1959. Estuvieron en servicio con la Armada Argentina desde mediados de la década de 1950 hasta 1972. La clase fue nombrada después de Juan Bautista Azopardo, un oficial naval argentino en las guerras de Independencia y del Brasil.[cita requerida]

## Diseño
La clase fue como parte de un programa para construir cuatro buques de guerra de minas durante la Segunda Guerra Mundial, de los cuales dos (Murature y King) se completaron como patrulleras en la década de 1940 y los otros (Piedrabuena y Azopardo) como fragatas antisubmarinas en la década de 1950 .

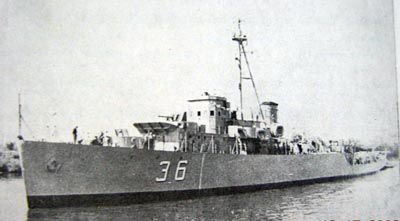
ARA Piedra Buena en marcha, fecha desconocida.

Las fragatas de la clase Azopardo tenían un casco de metal con un solo mástil y embudo. Fueron impulsados por dos turbinas de vapor Parsons alimentadas por dos calderas acuotubulares, que conducían dos hélices.
La batería principal estaba compuesta por cuatro cañones Bofors DP de 105 milímetros (4 pulgadas), con una batería secundaria de cuatro cañones antiaéreos Bofors de 40 milímetros (2 pulgadas) en montura individual. También llevaba cuatro morteros antisubmarinos.

## Historia de servicio
La clase Azopardo fue diseñada a principios de la década de 1940; sin embargo, debido a la escasez durante la Segunda Guerra Mundial, los barcos se establecieron a principios de la década de 1950 y se completaron en 1956-58. Fueron encargados por la Armada Argentina en 1956-59 y permanecieron en servicio hasta principios de los años 1970.
Azopardo y Piedra Buena fueron incorporados a la Flota de Mar, y frecuentemente utilizados para patrullar el Mar Argentino y en ejercicios de entrenamiento, incluida la multinacional UNITAS.
Ambos barcos fueron vendidos como chatarra después de ser desmantelados en 1972, y fueron desguazados en los años 1970.[cita requerida].

## Barcos de la clase
| Nombre de barco         | Número de banderín | Otros nombres | Constructor       | Puesto abajo | Lanzado | Entrada de servicio | Decommissioning |
| ----------------------- | ------------------ | ------------- | ----------------- | ------------ | ------- | ------------------- | --------------- |
| ARA Azopardo            | P-35               | Ninguno       | AFNE Río Santiago | 1940         | 1953    | 1956                | 1972            |
| ARA Piedra Buena (P-36) | P-36               | Ninguno       | AFNE Río Santiago |              | 1954    | 1958                | 1972            |